# Jenő Buzánszky
Dans le nom hongrois Buzánszky Jenő, le nom de famille précède le prénom, mais cet article utilise l’ordre habituel en français Jenő Buzánszky, où le prénom précède le nom.
Jenő Buzánszky est un footballeur et entraîneur hongrois, né le 4 mai 1925 à Újdombóvár et mort le 11 janvier 2015 à Esztergom.

## Biographie
Il était défenseur. Jenő Buzánszky était le dernier joueur hongrois titulaire ayant joué la finale perdue contre l'Allemagne de l'Ouest, le 4 juillet 1954 à Berne, lors de la Coupe du monde de football.

## Carrière
- 1941-1946 : Dombóvári Vasutas
- 1946-1947 : Pécsi VSK
- 1947-1960 : Dorogi Bányász

## Palmarès
- Champion olympique en 1952
- Finaliste de la Coupe du monde 1954
- Vainqueur de la Coupe internationale 1948-1953
- 48 sélections et 0 but avec l'équipe de Hongrie entre 1950 et 1956.

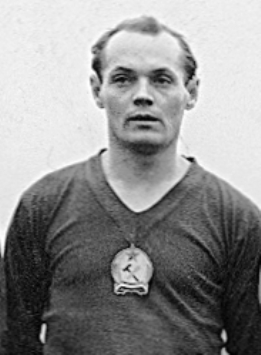
Jenő Buzánszky dans les années 1953.